# Simon Billy
Simon Billy, født 5. december 1991 i Montpellier, er en fransk speedskiløber.  Han er søn af speedskiløberen Philippe Billy, tidligere verdensrekordholder på 243.902 km/t.
Simon Billy stod på ski fra en tidlig alder og blev trænet af sin far. Hans yngre bror Louis Billy er også speedskiløber (241.125 km/t).
Billy bor i Vars, Hautes-Alpes, hvor verdens hurtigste speedskibane er placeret.
Den 22. marts 2023 satte Simon Billy en ny verdensrekord med 255.500 km/t.